# 서울로 (이란)

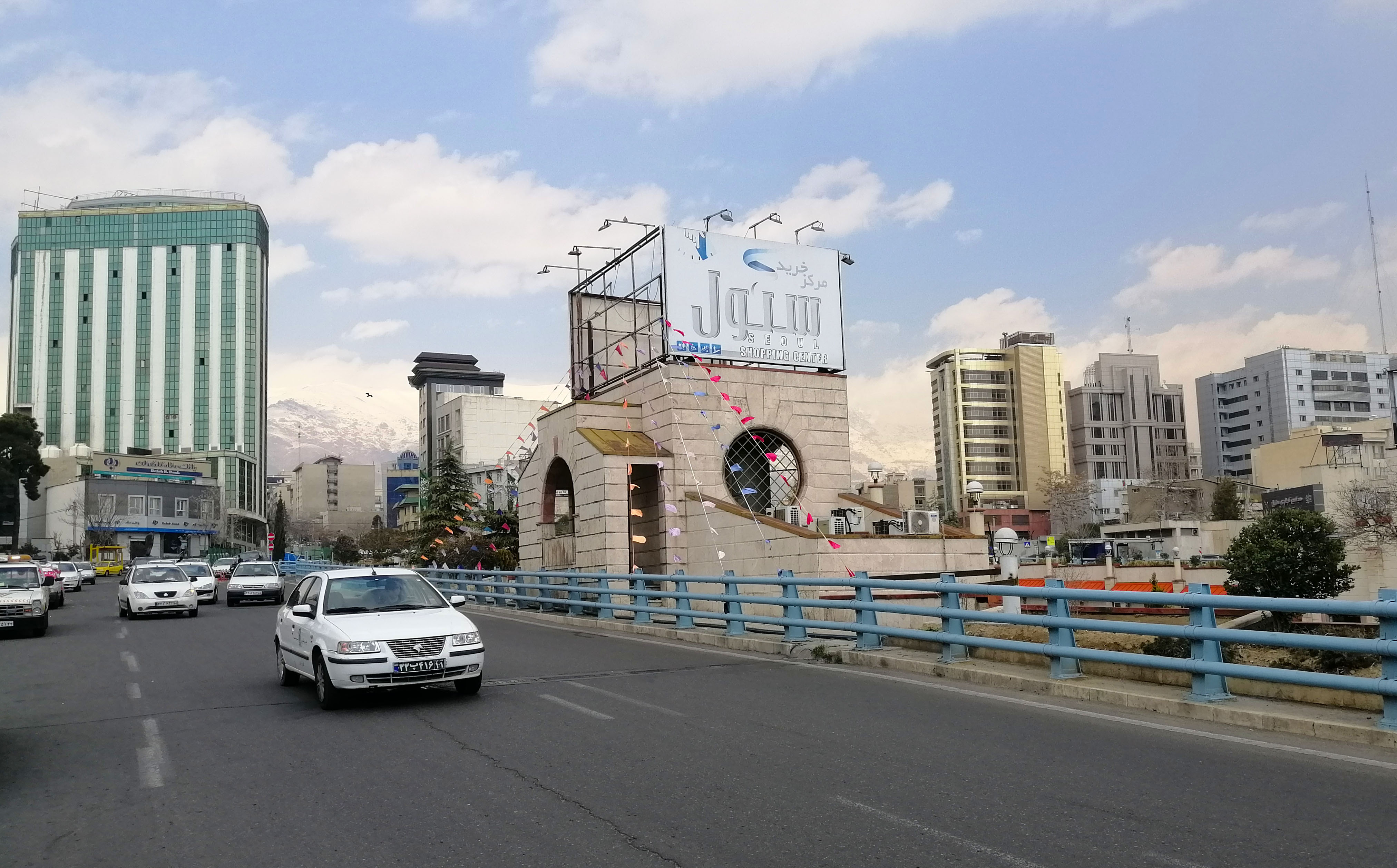

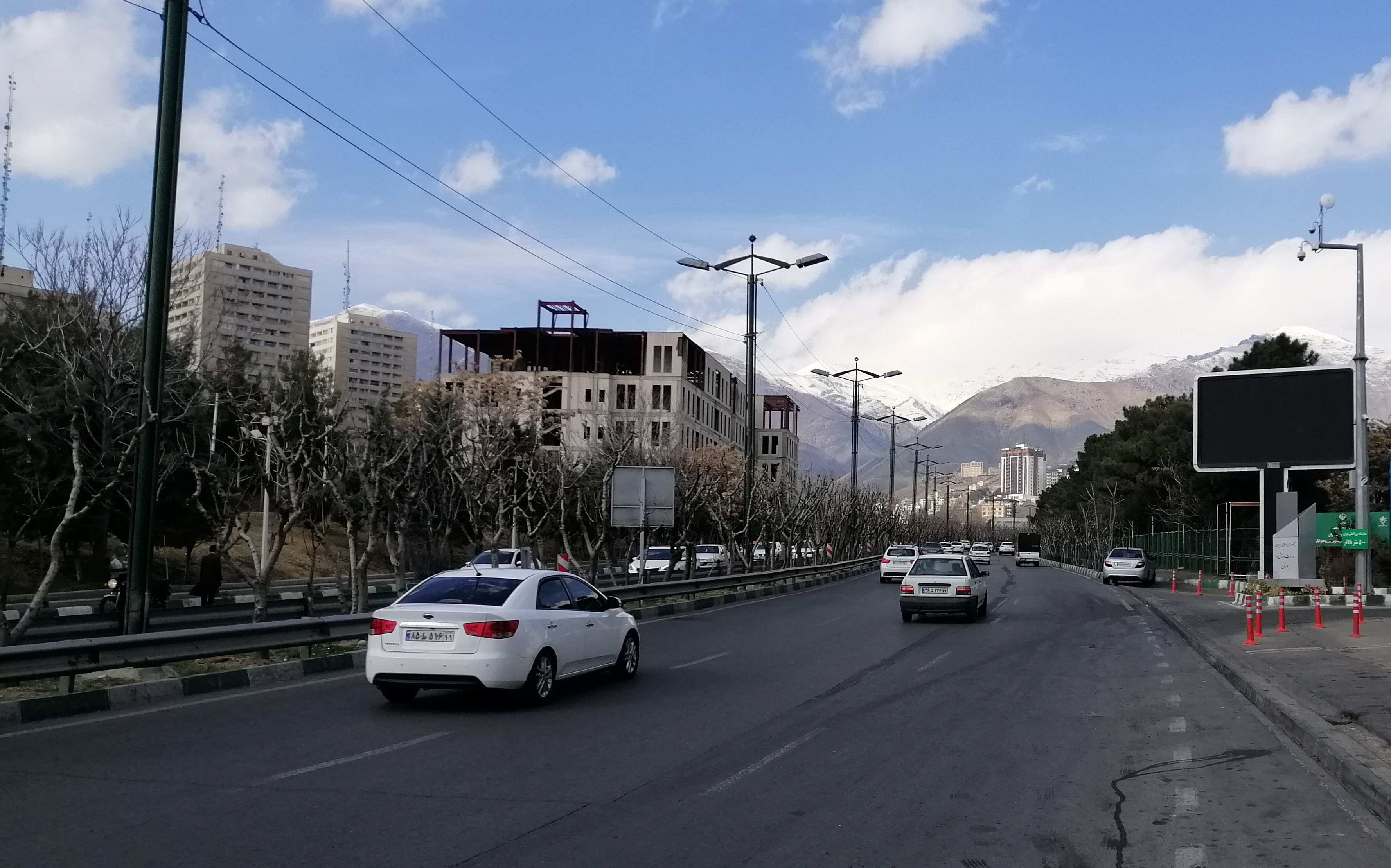

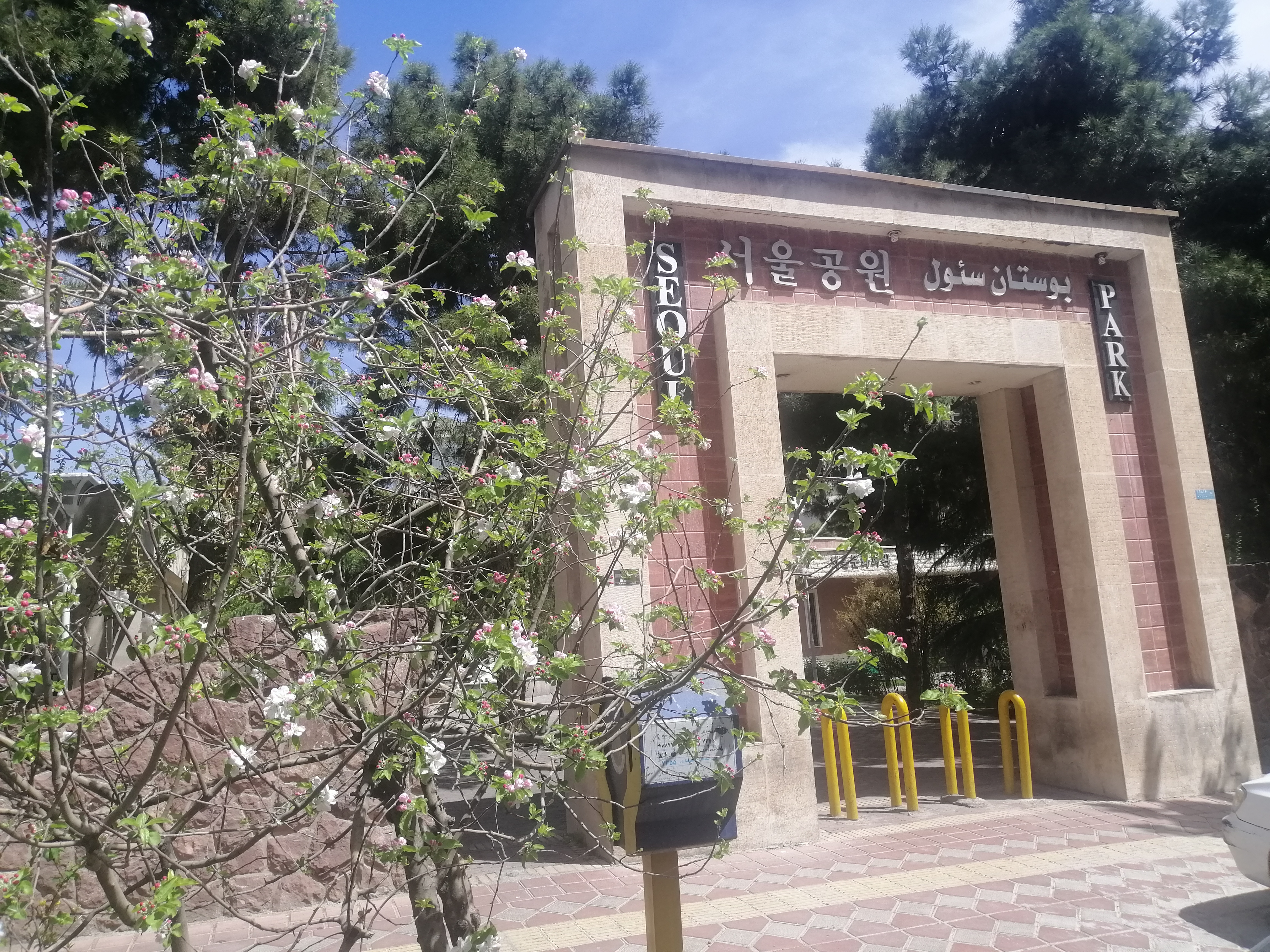

서울로(페르시아어: خیابان سئول)는 이란의 수도 테헤란에 있는 간선도로이다. 1977년 대한민국 서울특별시와의 우호관계 증진을 위하여 설치하였다.

## 설명
이 도로의 원래 이름은 니야에시로였다. 1977년 6월 테헤란 시장 골람레자 닉페이가 대한민국 서울을 방문하여 양국 수도 이름을 딴 도로명을 만들자고 제안, 6월 27일 강남구에 테헤란로가 먼저 설치되었다. 같은해 11월 28일 테헤란의 니야에시로를 서울로로 개명하였으며 제막식에는 후임 테헤란 시장 자바드 샤레스타니와 서울시장 구자춘이 참석하였다.
구간은 테헤란 북부 제3구역 바나크에 속해 있으며 왕복 4~6차선 규모에 길이는 약 3km로 도로를 따라 이란 이슬람 공화국 국가 올림픽 위원회, 국제박람회장, 엥겔라브 스포츠클럽, 주이란 한국대사관 등이 자리잡고 있다. 구간 남단에서 약간 떨어진 곳에 2003년 개장한 서울공원이 있다.

## 같이 보기
- 테헤란로